# 이예모
이예모(李禮模)1919년 4월 4일의 남해읍 장날을 이용하여 전개한 독립만세운동에 참여하였다

## 개요
경상남도 남해군에서 1919년 4월 3·4일에 걸쳐 남해읍 일대의 독립만세운동을 주동하였다. 그는 4월 2일 하동(河東)에서 독립선언서를 구해 가지고 귀향하여, 이날 정순조(鄭順祚)·정학순(鄭學淳)·정몽호(鄭夢虎)·윤주순(尹柱舜) 등을 자기 집으로 초청하여 독립선언서를 보여주면서 인근지역의 독립만세운동 소식을 전해주고, 이곳에서도 독립만세운동을 전개하자고 권유하였다. 참석자들이 이에 찬성하자, 그는 서당 학생과 인근 주민들에게도 이 계획을 알리고 동참할 것을 권유하였다.
4월 3일 오후 3시경, 그는 남양리(南陽里) 노상에서 모인 많은 시위군중의 앞에서 독립선언서를 낭독하고, 태극기를 선두로 독립만세를 외치며 남해읍을 향하여 시위행진을 시작하였다. 시위대열이 고현면(古縣面)에 이르렀을 때, 면장 김치관(金致寬)이 많은 시위군중의 위세에 놀라 이 사실을 경찰주재소에 알리었다. 날이 어두워지고 김치관이 밀고한 사실을 안 시위대는 명일의 남해읍 장날을 이용하여 다시 만세시위를 전개하기로 약속하고 일단 해산하였다.
4월 4일 아침 일찍 그는 장꾼으로 가장하고 남해읍 장터로 나아갔다. 장꾼이 1천여명으로 늘어난 오후 3시경, 전날의 만세시위에 참여했던 시위군중은 약속된 신호에 따라 가슴에 숨겨 온 태극기를 꺼내들고 일제히 독립만세를 외쳤다. 시위군중은 군청·우체국·학교·주재소에 뛰어들어 관리들을 끌어내어 독립만세를 외치게 하고, 경찰간부의 모자와 대검을 빼앗아 내동댕이쳤다.
주재소의 경찰들이 어쩔줄 몰라 하자, 김치관은 다시 경찰 경비전화를 이용하여 사천(泗川)경찰서에 응원(應援) 요청을 하였다. 시위군중은 이 사실을 모르고, 날이 저물어 자진 해산하려 하다가, 김치관의 이같은 소행을 알고는 고현면 이어리(伊於里)에 있는 김치관의 집을 파괴한 후 해산하였다. 그러나 그후 일제의 검속에 따라 체포되었으며, 이해 7월 15일 부산(釜山)지방법원 진주(晋州)지청에서 소위 보안법 위반 혐의로 징역 2년형을 받고 옥고를 치렀다.
정부에서는 고인의 공훈을 기리어 1990년에 건국훈장 애족장(1980년 대통령표창)을 추서하였다.

## 관련 자료
- 고등경찰관계적록(경남경찰부) 19면
- 판결문(1919. 7. 15 부산지방법원 진주지청)
- 3·1운동실록(이용락) 700·702면
- 독립운동사(국가보훈처) 3권 273·275면

## 같이 보기
| - 동풍신 - 아우내장터 만세운동 - 남해 3·1독립운동 (南海三一獨立運動) |           |
| Portal icon                                                          | 한국 포털 |
| Portal icon                                                          | 역사 포털 |